# 春日敏夫
春日 敏夫（かすが としお、1939年 - ）は日本の医学者。放射線医学者。金沢大学名誉教授。

## 略歴・人物
- 1939年（昭和14年）長野県生まれ。1957年（昭和32年）長野県松本県ヶ丘高等学校卒業[1]。
- 1965年（昭和40年）信州大学医学部大学院修了。医学博士（信州大学）。

同年信州大学医学部放射線医学講座 助手、1991年（平成3年）から信州大学医学部附属病院 講師、1995年（平成7年）から信州大学医学部附属病院 助教授を務めた。
- 1996年（平成8年）より金沢大学医学部保健学科教授。2001年（平成13年）より金沢大学大学院医学系研究科保健学専攻 教授を務めた[2]。
- 2010年（平成22年）定年退官[3]。

## 受賞
- 1984年 瀬木賞(日本放射線技術学会)
- 1993年 Cum Laude : 銀賞(European Congress of Radiology)
- 1991年 銅賞(Annual meeting of the Radiological Society of North America : Chicago)

## 所属学協会
- 日本医学放射線学会
- 日本核医学会
- 日本放射線技術学会
- 断層映像研究会
- 放射線学会物理学会
- 日本肺癌学会
- 日本超音波学会
- 脳神経CT研究会
- 日本ポシトロン医学会
- コンピュータ支援画像診断学会

## 著作・共著編・論文
- 春日敏夫「X線写真の複製 Solarization法を中心に」『臨床放射線』第12巻第10号、金原出版、1967年10月、896-902頁、ISSN 00099252、NAID 40018632727。
- 春日敏夫, 丸山静雄, 伊藤鷹光, 西村良治「61.X線撮影装置標準規格とX線写真の質」『日本放射線技術学会雑誌』第25巻第1-2号、日本放射線技術学会、1969年、27頁、doi:10.6009/jjrt.KJ00001367694、ISSN 0369-4305、NAID 110003448295。
- 坂本良雄, 春日敏夫, 大畑武夫, 渡辺俊一, 中西文子, 清野邦弘, 藤森仁行, 横山健「放射線肝障害」『日本医学放射線学会雑誌』第30巻第11号、日本医学放射線学会、1971年2月、120-130頁、ISSN 0048-0428、NAID 120004849944。
- 丸山静雄, 鈴木茂雄, 市川昊, 佐藤茂東世, 井上千恵子, 春日敏夫「195.二枚重ね撮影法(撮影6撮影法)(第33回総会会員研究発表)」『日本放射線技術学会雑誌』第33巻第3号、日本放射線技術学会、1977年、336頁、doi:10.6009/jjrt.KJ00003173541、ISSN 0369-4305、NAID 110003460771。
- 矢野今朝人, 春日敏夫, 丸山二三男「DSAによる新しい相対的な血流量測定法の開発」『日本放射線技術学会雑誌』第43巻第6号、日本放射線技術学会、1987年、679-689頁、doi:10.6009/jjrt.KJ00001363127、ISSN 0369-4305、NAID 110003444429。
- 酒井文和, 曽根脩輔, 春日敏夫, 今井迅, 小口正彦, 岡嵜洋一, 平野浩志「314 デジタルTV断層法による血管撮影の試み」『肺癌』第28巻第5号、日本肺癌学会、1988年9月、640頁、ISSN 03869628、NAID 110003116420。
- 平野浩志, 春日敏夫, 丸山静雄, 曽根脩輔「326. 高解像度 X 線 TV 断層システム (第2報)(断層撮影)」『日本放射線技術学会雑誌』第46巻第8号、日本放射線技術学会、1990年、1297頁、doi:10.6009/jjrt.KJ00003322448、ISSN 0369-4305、NAID 110003463645。
- 曽根脩輔, 酒井文和, 春日敏夫, 河合卓, 羽生田正行, 小林理, 久保恵嗣, 本田孝行「ＦＣＲにおける直線軌道断層像の画像処理による画質改善」『肺癌』第34巻第1号、日本肺癌学会、1994年、69-76頁、doi:10.2482/haigan.34.69、ISSN 0386-9628、NAID 130003920016。
- 小口和浩, 曽根脩輔, 春日敏夫, 酒井文和, 丸山雄一郎, 渡辺智文, 李峰, 安藤隆, 中台有紀「ダイナミック造影CTスキャンによる肺腫瘤の血行動態解析の基礎的検討」『日本医学放射線学会雑誌』第56巻第7号、日本医学放射線学会、1996年6月、496-501頁、ISSN 0048-0428、NAID 120004851128。
- 五味勉, 春日敏夫, 角谷眞澄, 安藤隆, 上田仁「マルチスライスCTにおける画像の雑音および解像度を評価するための定量解析の有用性」『日本放射線技術学会雑誌』第58巻第2号、日本放射線技術学会、2002年、281-285頁、doi:10.6009/jjrt.KJ00001364260、ISSN 0369-4305、NAID 110003445394。